# Fabinho (ur. 1974)
Fábio Augusto Justino (ur. 16 czerwca 1974) – brazylijski piłkarz występujący na pozycji napastnika.

## Kariera klubowa
Od 1998 do 2000 roku występował w klubach Shimizu S-Pulse i Vissel Kobe.